# Funktionsanalys (teknik)

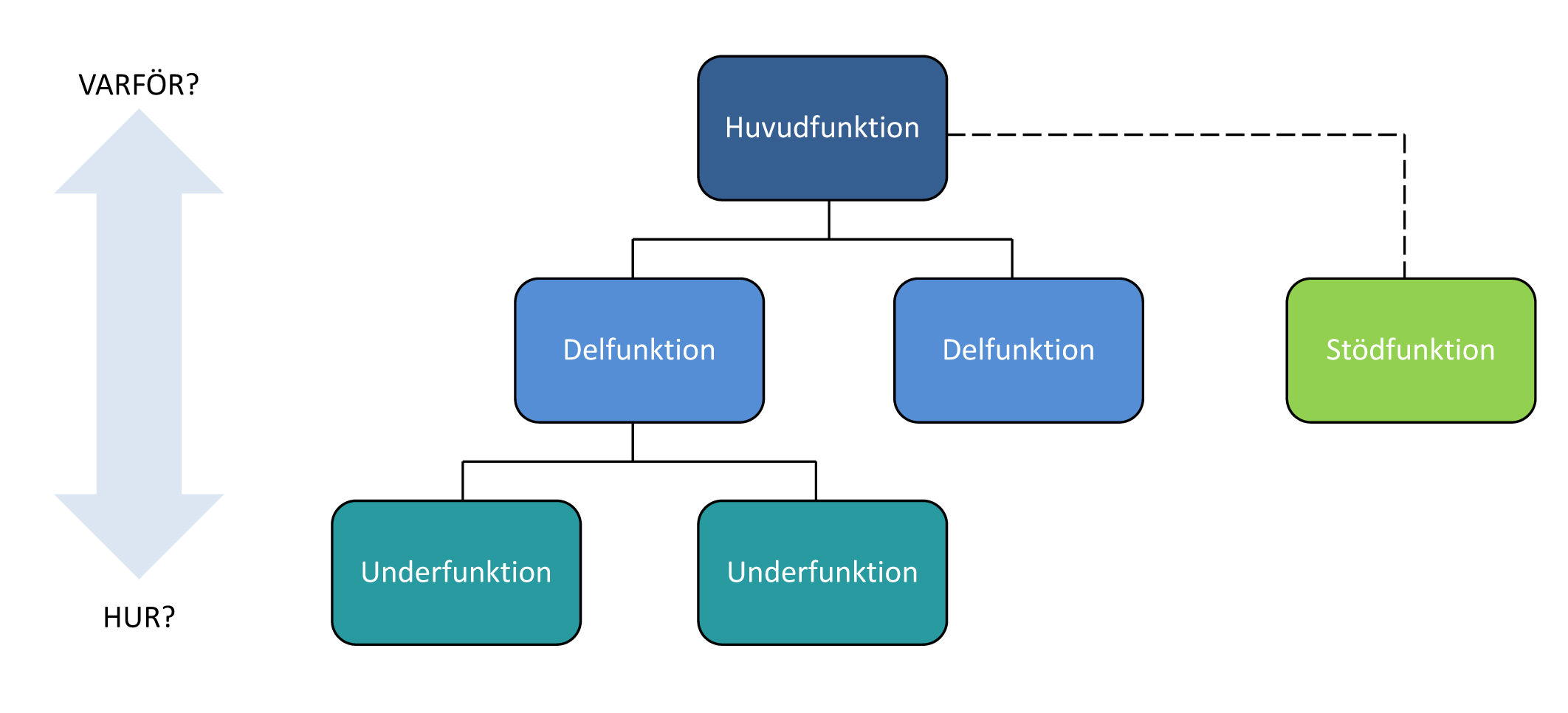
Exempel på uppbyggnad av funktionsanalys

Funktionsanalys är en analys av en produkts eller ett systems funktioner.

## Processen
Produktens funktioner delas upp i huvudfunktion, delfunktioner och stödfunktioner. Huvudfunktionen förklarar vilket huvudsyfte produkten har och kan ses som ett krav på egenskap som produkten måste uppfylla. För att huvudfunktionen ska bli uppfylld måste produkten innefatta ett antal delfunktioner som även de kan vara uppbyggda av underfunktioner. Dessa funktioner beskrivs med ett verb och ett substantiv, exempelvis "medge grepp".
Funktionsanalys används som metod vid framtagning av såväl befintliga som nya produkter. Funktionsanalysen kan även illustreras med hjälp av ett funktionsträd där huvudfunktionen placeras överst och delfunktionerna och underfunktioner länkade undertill. Funktionsanalys kan användas vid produktutveckling där den utvecklas utefter krav från användaren och kan sedan fungera som underlag vid utformning av produktens kravspecifikation.